# Session (Schweizer Parlament)

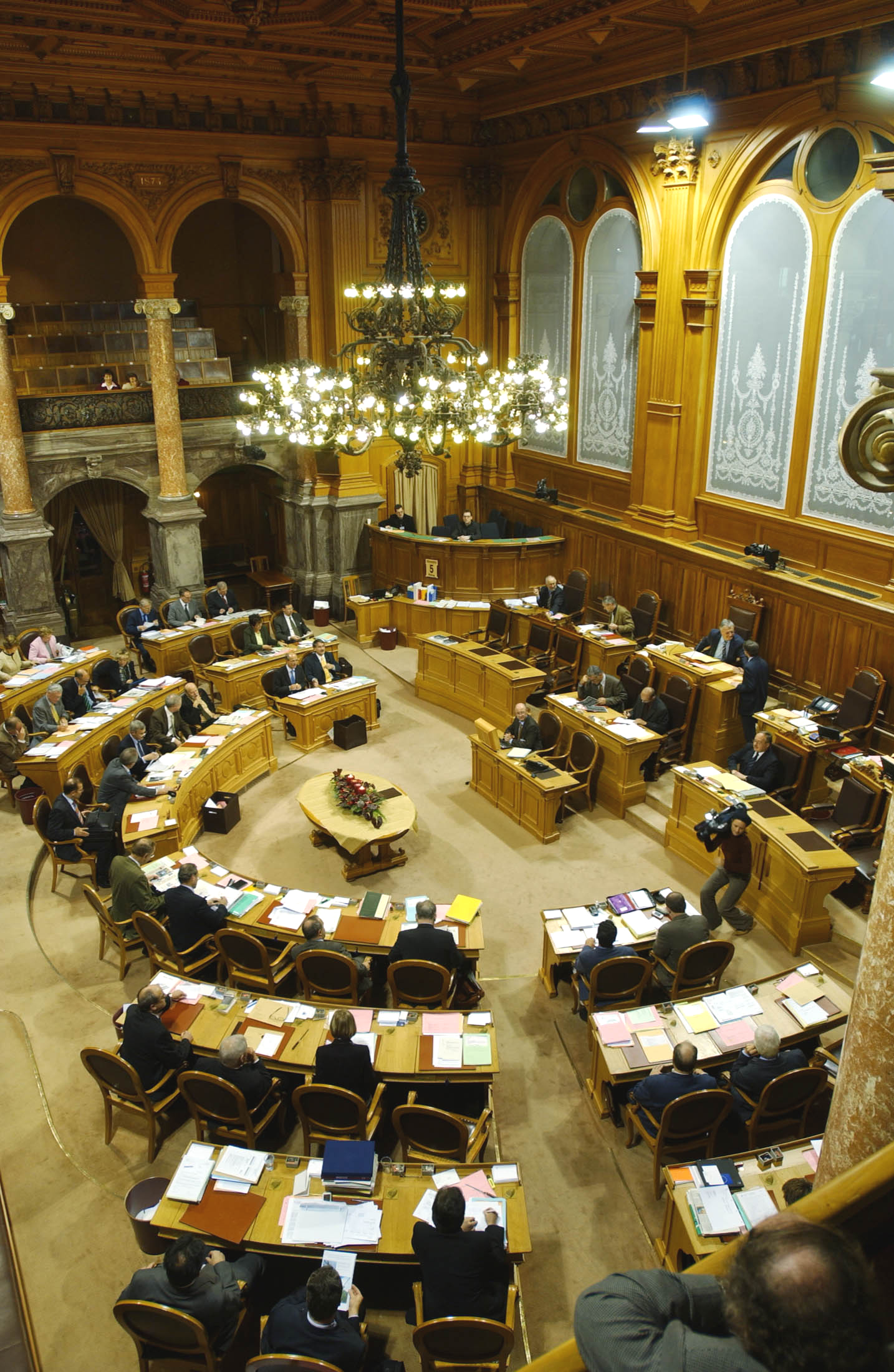
Session im Ständerat

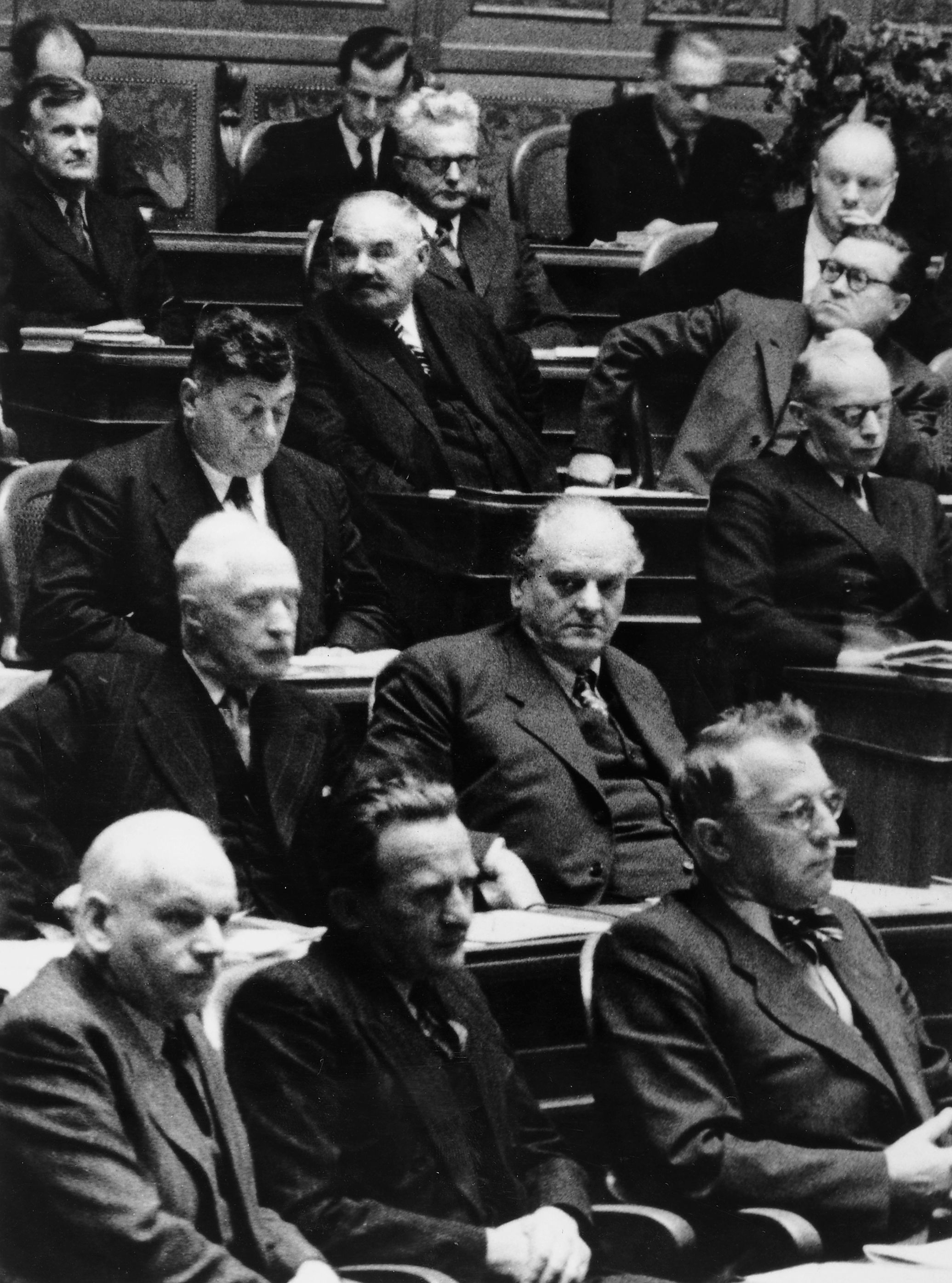
Session im Nationalrat

Als Session bezeichnet man den Zeitraum, in dem sich die beiden Kammern des schweizerischen Parlaments (Nationalrat und Ständerat) sowie die Vereinigte Bundesversammlung zu Sitzungen versammeln.

## Ort der Sessionen
Die beiden Parlamentskammern (auch Räte genannt) tagen in der Regel im Bundeshaus in Bern. Die Bundesversammlung kann aber mit einfachem Bundesbeschluss festlegen, ausnahmsweise an einem anderen Ort zu tagen (Art. 32 ParlG). Diese Sessionen werden auch als Sessionen «extra muros» bezeichnet. Das geschah dreimal, als aufgrund der Renovationen des Bundeshauses in den anderen Sprachregionen der Schweiz getagt wurde: in der Herbstsession 1993 in Genf, der Frühjahrssession 2001 in Lugano und der Herbstsession 2006 in Flims.

## Teilnahmerecht und -pflicht der Abgeordneten
Gemäss Parlamentsgesetz sind die Ratsmitglieder verpflichtet, während der Sessionen an den Sitzungen der Räte teilzunehmen (Art. 10 ParlG). Die Sessionsteilnahmegarantie bedeutet, dass ein Strafverfahren gegen ein Ratsmitglied wegen Verbrechen oder Vergehen, welche nicht in unmittelbarem Zusammenhang mit seiner amtlichen Stellung oder Tätigkeit stehen, während der Session nur eingeleitet werden kann mit seiner schriftlichen Zustimmung oder mit Ermächtigung der zuständigen Kommission seines Rates; vorbehalten bleibt die vorsorgliche Verhaftung wegen Fluchtgefahr oder im Fall des Ergreifens auf frischer Tat bei der Verübung eines Verbrechens (Art. 20 ParlG). Die Ratspräsidenten (Nationalratspräsident und Ständeratspräsident) können zudem als Disziplinarmassnahme ein Ratsmitglied von der Teilnahme der restlichen Dauer einer Sitzung ausschliessen (Art. 13 ParlG).

## Einberufung zu einer Session, Sessionsprogramm
Der Nationalrat und der Ständerat werden von ihren Büros, die Vereinigte Bundesversammlung durch die Koordinationskonferenz (beide Büros gemeinsam) zu den Sessionen einberufen (Art. 33 ParlG). Die Büros beschliessen in der Regel am drittletzten Freitag vor Beginn einer Session die Sessionsprogramme. Diese können durch die Ratsbüros oder die Ratspräsidenten während der Session durch die einzelnen Tagesordnungen modifiziert werden. Durch Annahme eines Ordnungsantrags aus der Mitte des Rates kann ein Rat das Sessionsprogramm oder eine Tagesordnung abändern (Art. 9 Abs. 1 GRN, Art. 6 Abs. 1 GRS).

## Ordentliche Sessionen
Die beiden Parlamentskammern versammeln sich regelmässig zu ordentlichen Sessionen (Art. 2 Abs. 1 ParlG). Sie tagen in der Regel viermal im Jahr jeweils drei Wochen lang (Art. 33d GRN). Diese Sessionen finden im März, Juni, September und November/Dezember statt und werden auch als Frühlings-, Sommer-, Herbst- und Wintersession bezeichnet.

## Sondersessionen
Falls die Geschäftslast nicht innerhalb dieser vier ordentlichen Sessionen abgebaut werden kann, können beide Räte unabhängig für sich Sondersessionen beschliessen. Seit 1992, als die Möglichkeit der Durchführung einer Sondersession eines einzelnen Rates eingeführt wurde, fanden 28 Sondersessionen statt. Achtmal tagten beide Räte, 18-mal allein der Nationalrat und zweimal allein der Ständerat (Stand 14. März 2024).

## Ausserordentliche Sessionen
Ein Viertel der Mitglieder eines Rates oder der Bundesrat können die Einberufung der Räte oder der Vereinigten Bundesversammlung zu einer ausserordentlichen Session verlangen (Art. 2 Abs. 3 ParlG). Einer Ratsminderheit oder dem Bundesrat wird mit diesem Recht die Möglichkeit gegeben, die parlamentarische Agenda mitzubestimmen. Die eigentliche Einberufung und damit die Festlegung des Zeitpunktes der Session erfolgt aber durch die Ratsbüros. Im Spezialfall einer ausserordentlichen Session zur Behandlung eines dringlichen Finanzbeschlusses, der 500 Millionen Franken überschreitet, muss die Session spätestens in der dritten Kalenderwoche nach der Einreichung des Begehrens stattfinden (Art. 28 und Art. 34 FHG). Um derartige ausserordentliche Sessionen handelte es sich bei den Sessionen vom 4.–6. Mai 2020, vom 26./28. September 2022 (im Rahmen der ordentlichen Herbstsession 2022; Genehmigung des dringlichen Kredites von 4 Mia CHF für einen «Rettungsschirm» für die Axpo) und vom 11.–12. April 2023.
Um die Handlungsfähigkeit der Bundesversammlung in Krisensituationen zu verbessern, wurde im Nachgang zur Covid-19-Pandemie im Parlamentsgesetz präzisiert, dass eine ausserordentliche Session unverzüglich stattzufinden hat, wenn ihre Einberufung verlangt wird, nachdem der Bundesrat eine eigene Notverordnung erlassen oder dem Parlament den Entwurf einer Notverordnung der Bundesversammlung  oder eines dringlichen Bundesgesetzes unterbreitet hat oder nachdem eine Session verschoben oder unterbrochen wurde (Art. 2 Abs. 3bis ParlG).

### Ausserordentliche Session vom 16.–17. November 2001

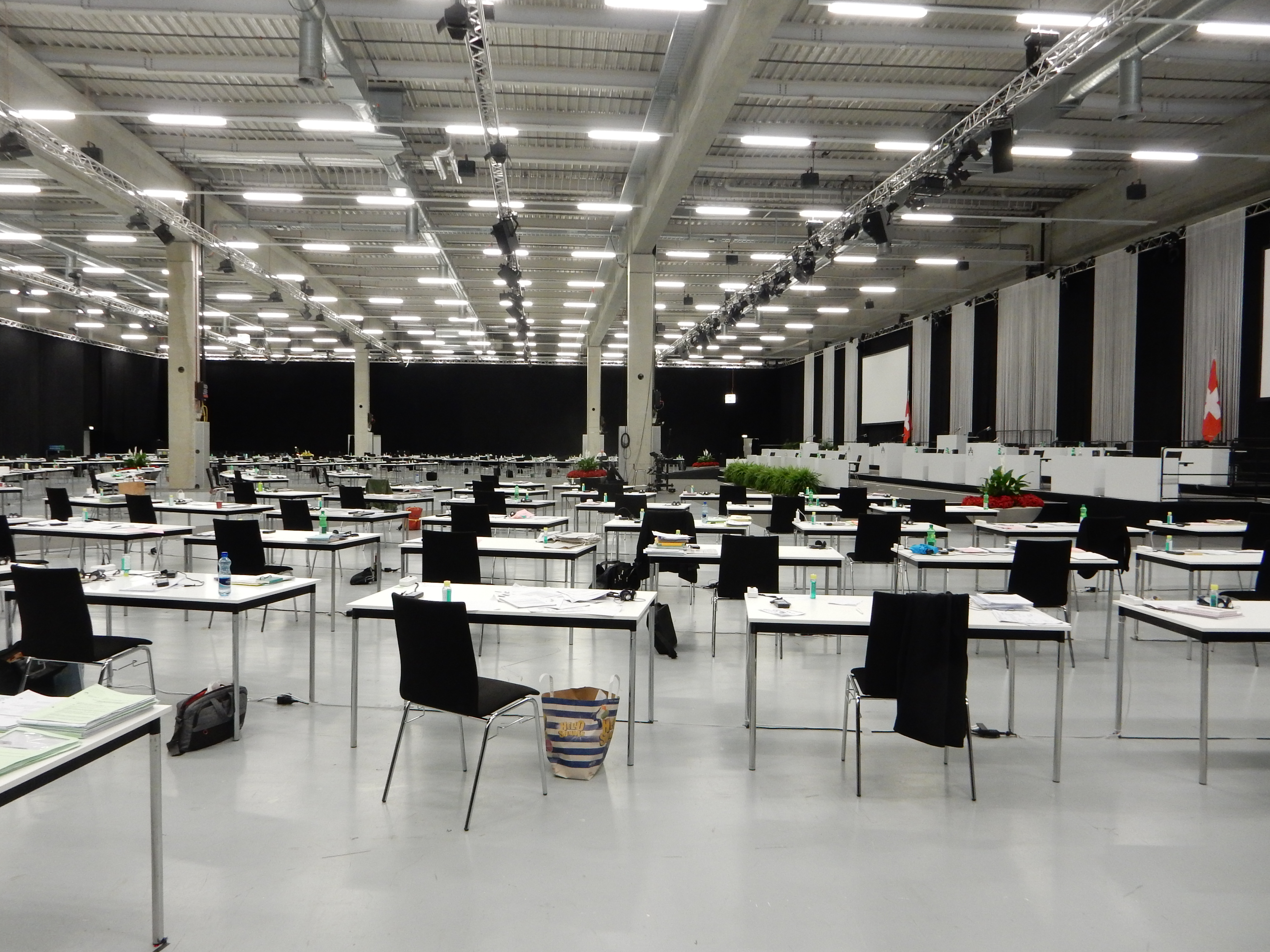
Der temporäre Nationalratssaal im Gelände der BernExpo (2020)

Nach dem «Grounding» der Swissair am 2. Oktober 2001 beschloss der Bundesrat am folgenden Tag mit Zustimmung der Finanzdelegation der Eidgenössischen Räte einen dringlichen Kredit an die Swissair von 450 Mio. CHF, um den Flugbetrieb im Oktober vorläufig weiterführen zu können. Am 9. November 2001 unterbreitete er der Bundesversammlung eine Botschaft und den Entwurf eines Bundesbeschlusses für die nachträgliche Genehmigung sowohl des ersten Kredites wie auch weiterer mit Zustimmung der Finanzdelegation bereits beschlossener weiterer Kredite über 1,6 Mia CHF (1 Mia CHF für die Weiterführung des reduzierten Flugbetriebs bis Ende März 2002 und 600 Mio. CHF für die Erhöhung des Aktienkapitals der Crossair). Die Kredite stützten sich nicht auf Notrecht, sondern hatten eine gesetzliche Grundlage.
In der ausserordentlichen Session am 16.–17. November 2001, deren Einberufung von mehr als einem Viertel der Mitglieder des Nationalrates (mehrheitlich aus der SP-Fraktion) gefordert worden war, wurden die Kredite im Nationalrat mit 110 zu 56 und im Ständerat mit 36 zu 3 Stimmen genehmigt.

### Ausserordentliche Session vom 4.–6. Mai 2020
Nachdem der Bundesrat nach Ausbruch der Covid-19-Pandemie gestützt auf Notrecht verschiedene dringliche Kredite im Gesamtbetrag von 57 Mia CHF mit Genehmigung der Finanzdelegation beschlossen hatte, wurde auf Begehren sowohl des Bundesrates wie auch von mehr als einem Viertel der Mitglieder des Ständerates eine ausserordentliche Session für den 4.–6. Mai 2023 einberufen. Das Parlament genehmigte den Kreditbeschluss mit kleineren Änderungen und behandelte eine Reihe von anderen Geschäften im Zusammenhang mit der Covid-19-Pandemie.

### Ausserordentliche Session vom 11.–12. April 2023

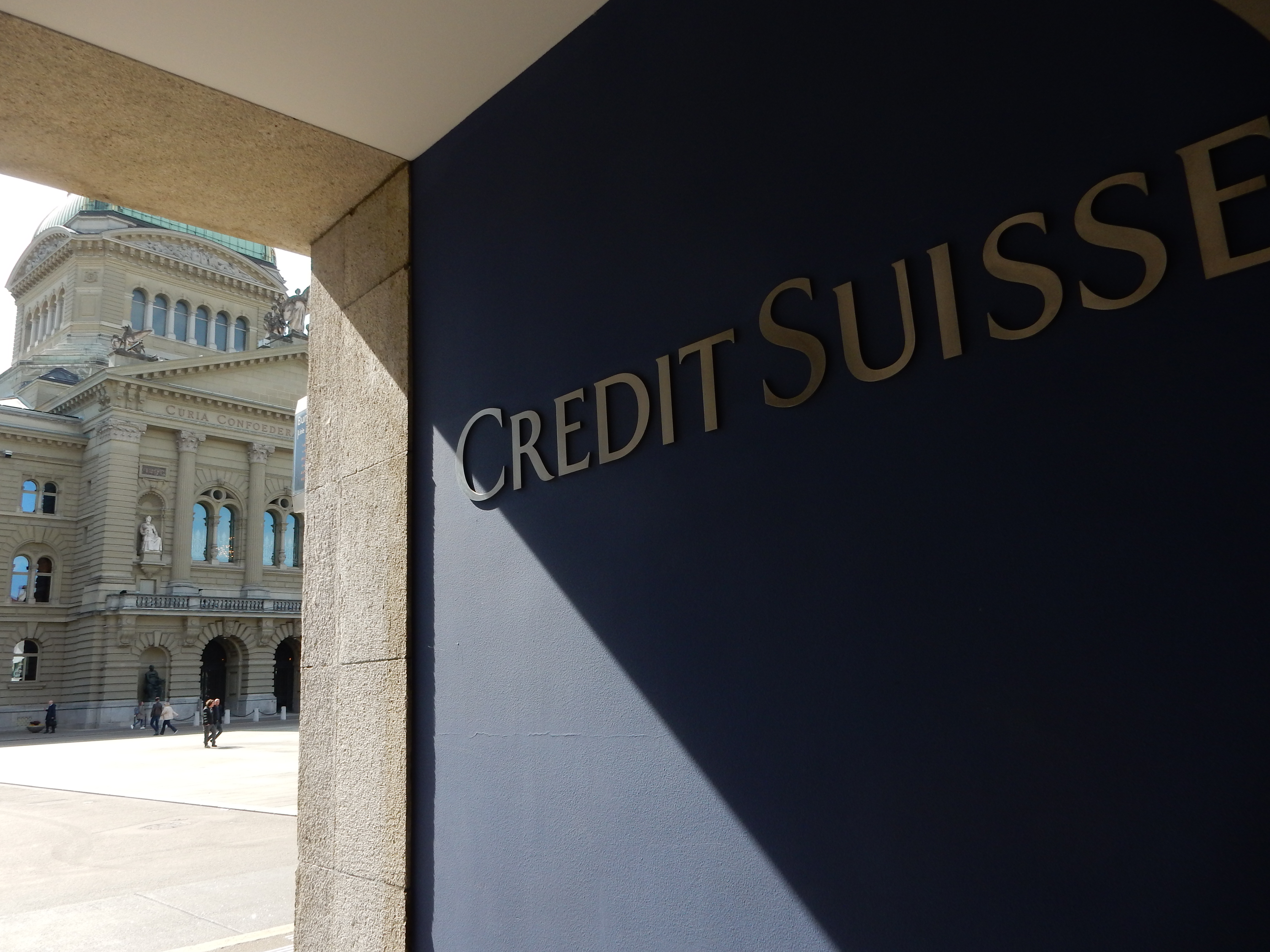
Im Bundeshaus (hinten) wurde 2023 über die Credit Suisse debattiert.

Nachdem die systemrelevante Grossbank Credit Suisse in eine existenzielle Notlage geraten war, beschloss der Bundesrat am 19. März 2023 gestützt auf Notrecht zwei dringliche Kredite im Gesamtbetrag von 109 Mia CHF mit Genehmigung der Finanzdelegation. Zur Unterstützung der Übernahme der Credit Suisse durch die UBS erhielt die Schweizerische Nationalbank eine Ausfall-Garantie für Liquiditätshilfe-Darlehen an die Credit Suisse für 100 Mia CHF und die UBS eine Garantie zur Verlustabsicherung abzuwickelnder Aktiven der Credit Suisse für 9 Mia CHF.
Mehr als ein Viertel der Mitglieder des Nationalrates verlangte die Einberufung einer ausserordentlichen Session, die für den 11.–13. April 2023 einberufen wurde. Umstritten waren weniger der Kreditbeschluss selbst als der Bundesbeschluss, mit dem Rahmenbedingungen zur Kreditverwendung festgelegt und Aufträge an den Bundesrat für eine Reform der Regulierung des Finanzmarktes erteilt werden können. Der Ständerat nahm die Kredite in seiner ersten Beratung an, der Nationalrat lehnte sie ab. In der Differenzbereinigung versuchte der Ständerat, dem Nationalrat entgegenzukommen und stimmte der Kreditvorlage mit 29 zu 5 Stimmen bei 7 Enthaltungen erneut zu. Der Nationalrat bestätigte aber seine Ablehnung auch in der zweiten Beratung mit 103 zu 71 Stimmen bei 8 Enthaltungen, womit die Vorlage definitiv abgelehnt war und die Session vor dem provisorisch vorgesehenen dritten Sessionstag geschlossen wurde.

### Weitere ausserordentliche Sessionen
Seit 1985 haben 47 weitere ausserordentliche Sessionen stattgefunden (Stand 20. Juni 2025). Alle diese anderen ausserordentlichen Sessionen wurden im Rahmen einer ordentlichen Session oder einer Sondersession durchgeführt. Mit einer Ausnahme (vom Bundesrat verlangte und im Rahmen der Sommersession 2025 durchgeführte Session zur Behandlung des Solidaritätsbeitrages für die Bevölkerung von Blatten im Zusammenhang mit dem Bergsturz vom 28. Mai 2025) handelte sich dabei um ausserordentliche Sessionen, welche von politischen Minderheiten im Nationalrat gefordert wurden, um die Durchführung von Debatten zu von ihnen eingereichten Vorstössen zu erzwingen. Die behandelten Vorstösse fanden allerdings meistens keine Mehrheit. Indem die Ratsbüros diese ausserordentlichen Sessionen in eine ordentliche Session einfügten, konnten sie die von den Initianten bezweckte «Ausserordentlichkeit» schwächen. Als sich die derartigen ausserordentlichen Sessionen immer mehr häuften, überlegte sich die Staatspolitische Kommission des Ständerates Abhilfe. Zweck einer ausserordentlichen Session sollte nicht bloss die Durchführung einer Debatte, sondern eine Beschlussfassung durch die Bundesversammlung sein. Mit der Änderung des Parlamentsgesetzes vom 21. Juni 2013 wurde präzisiert, dass das Begehren für die Einberufung neu nicht nur ein politisches Thema, sondern einen in beiden Räten hängigen Beratungsgegenstand bezeichnen muss. Als in beiden Räten hängigen Beratungsgegenstand werden auch «in beiden Räten eingereichte gleich lautende Motionen» betrachtet (Art. 2 Abs. 3 Bst. b ParlG). Nach dieser Gesetzesänderung fanden während zwei Jahren keine ausserordentlichen Sessionen mehr statt. Dann wurde entdeckt, dass die neue Regelung einer Fraktion, die in beiden Räten vertreten ist, mit der koordinierten Einreichung gleich lautender Motionen erlaubt, mit dem Begehren für die Einberufung einer ausserordentlichen Session die politische Agenda des Parlaments mitzubestimmen. Seither gibt es erneut zahlreiche in die ordentlichen Sessionen eingeschobene ausserordentliche Sessionen, z. B. allein im Jahr 2022 deren sechs.